# 安德伍德 (昆士蘭州)
安德伍德（Underwood）是一個位於布里斯班市中心東南部的自治市。
中国血统或出生率为4.5% 不包括特别行政区和台湾